# Jeremy Sanders
Jeremy Sanders (* 3. Mai 1948 in London) ist ein englischer Chemiker. Er ist bekannt für Beiträge zur Kernspinresonanzspektroskopie (NMR) und Supramolekularen Chemie.

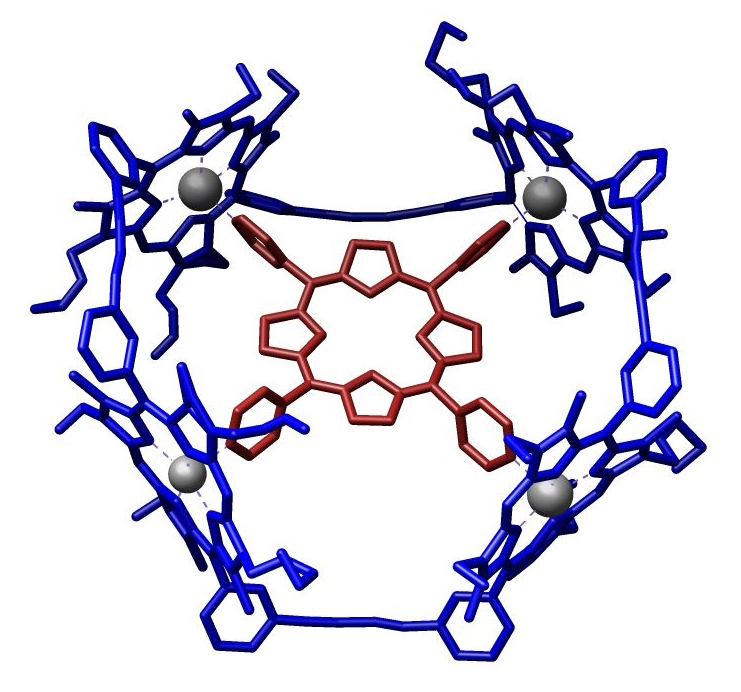
Von Sanders synthetisierter Porphyrin-Komplex: ein Porphyrin-Molekül in einem Käfig aus vier Zink-Porphyrin-Komplexen

Sanders studierte Chemie am Imperial College London mit dem Bachelor-Abschluss 1969 und der Promotion bei Dudley Williams an der Universität Cambridge 1972 (mit einer Arbeit über eine Reagenzie für Chemische Verschiebung in NMR, einem Vorläufer des später beliebten Eu(FOD)). 1972 wurde er Fellow des Christ’s College. Als Post-Doktorand war er an der Stanford University. Er wurde Demonstrator, 1978 Lecturer, 1998 Reader und 1996 Professor in Cambridge. 2000 bis 2006 stand er der Chemie-Fakultät in Cambridge vor und 2009 bis 2011 der School of Physical Sciences. 2006 bis 2010 war er stellvertretender Vizekanzler der Universität und organisierte die 800-Jahr Feiern.
In der NMR-Spektroskopie entwickelte er in vivo Techniken für Anwendungen in der Zell- und Molekularbiologie, war wie oben beschrieben an der Entwicklung von Lanthanoiden-Shift-Reagenzien beteiligt, entwickelte NOE-Differenz-Spektroskopie und unternahm die erste vollständige Analyse der Proton-Spektren von Steroiden.
In der Supramolekularen Chemie war er in den 1990er Jahren mit Jean-Marie Lehn ein Pionier der Dynamic Covalent Chemistry und Dynamischer Kombinatorischer Chemie (DCC). Er synthetisierte verschiedene teilweise biomimetische (Enzymwirkung und Photosynthese) Porphyrin-Komplexe und bestätigte daran seine Theorie der {\displaystyle \pi -\pi } Wechselwirkung. Seine Untersuchungen lieferten auch eine der ersten Bestätigungen der lange gesuchten Inversions-Region nach Marcus in photoinduziertem Elektronentransfer.
Ihm gelang auch 2012 die Synthese eines organischen Knotan in Form einer Kleeblattschlinge. Er synthetisierte Catenane und supramolekulare Nanoröhren, die Fullerene binden können.
2009 erhielt er die Davy-Medaille, 1994 den Loschmidt-Preis, 1996 die Pedler Medal und 1995 die Meldola Medal. Er ist seit 1995 Fellow der Royal Society. 2014 wurde er Commander of the Order of the British Empire (CBE). 2020 wurde er zum Mitglied der Academia Europaea gewählt.